# Astragalus eskishehiricus
Astragalus eskishehiricus es una especie de planta del género Astragalus, de la familia de las leguminosas, orden Fabales.

## Distribución
Astragalus eskishehiricus es una especie nativa de Turquía.

## Taxonomía
Fue descrita científicamente por D. Podlech. Fue publicado en Sendtnera 6: 164 (1999).